# Олександрійська громадська бібліотека

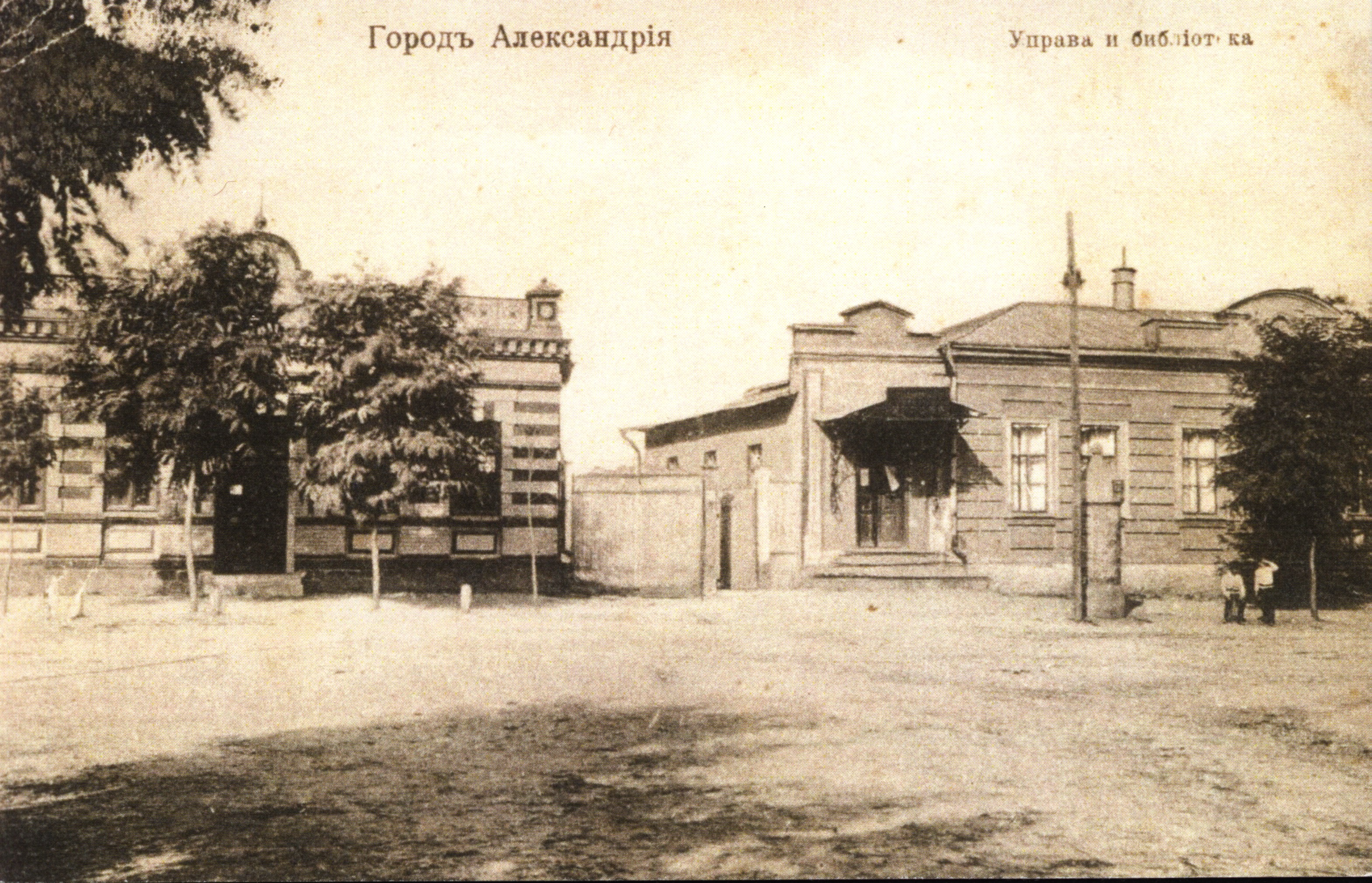
М. Олександрія. Управа і бібліотека

Олександрійська громадська бібліотека офіційно відкрита 11 (24 січня — н. ст.) 1887 року в місті Олександрія Херсонської губернії.

## Історія створення

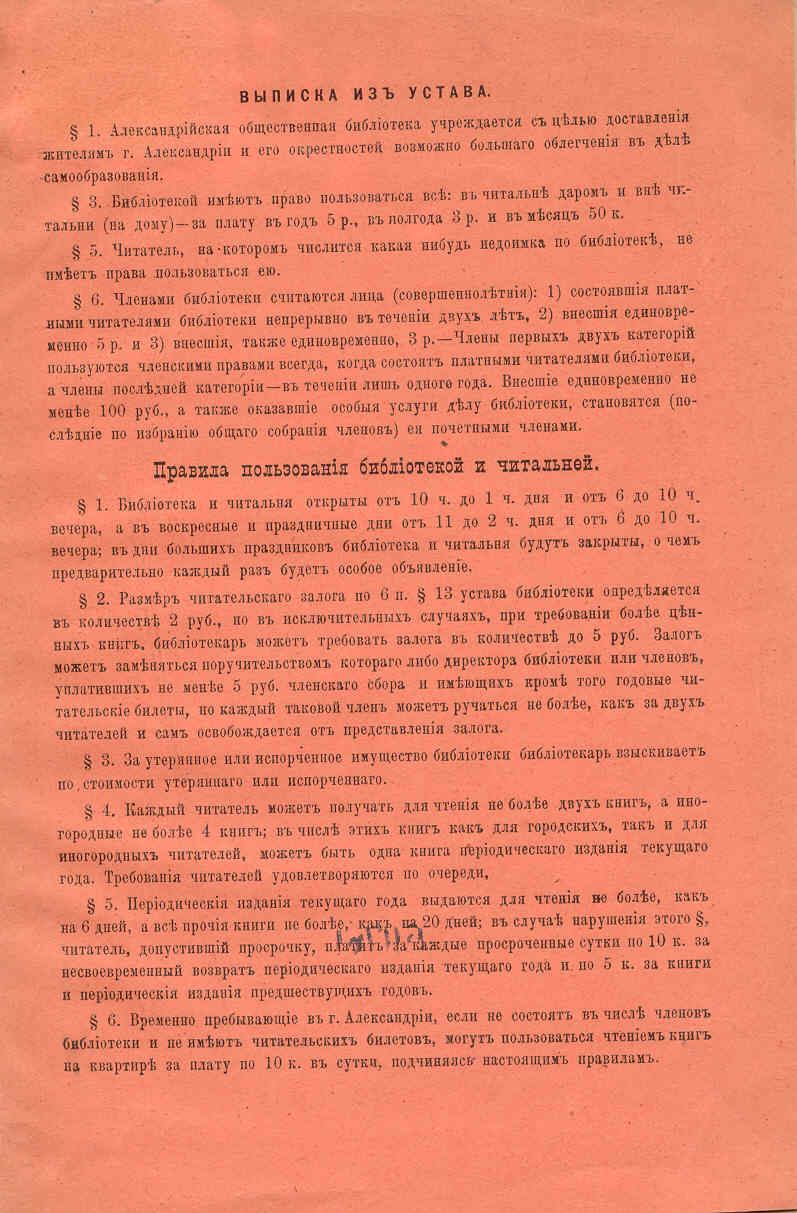
Витяг зі Статуту Олександрійської громадської бібліотеки

Думка про відкриття в повітовому місті Олександрія Херсонської губернії публічної бібліотеки виникла в інтелігенції міста у 1886 році. В «Юбилейном отчете Александрийской общественной библиотеки» читаємо:
...небольшой кружок александрийской интеллигенции во главе с местным головою Иваном Тимофеевичем Паученко, в средних числах мая 1886 г. разослал и расклеил печатные приглашения всем желающим собраться 25 мая того же года в зале Городской думы для обсуждения вопроса о предполагаемой библиотеке.
Незабаром відбулося засідання, на якому був прочитаний і схвалений проєкт «Статуту Олександрійської громадської бібліотеки». А 1 серпня 1886 року статут був затверджений заступником Міністра внутрішніх справ сенатором В. К. Плеве.
20 жовтня 1886 року відбулися перші збори членів-засновників для визначення кількості директорів бібліотеки та їх обрання. Першими директорами стали: А. Ф. Якубовський, О. І. Цивчинський, П. Л. Волотковський, священик В. М. Никифоров та доглядач училища М. Андрієвський.

11 (24) січня 1887 р. відбулося урочисте відкриття Олександрійської громадської бібліотеки. За пожертвування і заслуги перед бібліотекою Почесними членами були обрані відомі олександрійці: Кефала М. О., Кефала В. Л., Горонович І. І., Зерваницький М. І., Парфацька К. А., Паученко І. Т., Якубовський А. Ф. Згідно з Уставом,
Александрийская общественная библиотека учреждается с целью доставления жителям г. Александрии и его окрестностей возможно большего облегчения в делах самообразования.

## Правила користування бібліотекою
Бібліотекою мали право користуватися всі: «в читальне даром, и вне читальни (на дому) — за плату в год 5 руб., полгода 3 руб. и в месяц 50 коп.» З метою допомоги тим, хто вчиться, хто прагне до знань, в бібліотеці з 1896 р. була введена пільгова читацька плата 2-го розряду — 25 коп. в місяць, з правом отримання однієї книги для читання вдома. З 1897 р. для вчителів земських шкіл Олександрійського повіту було надано право безкоштовно користуватись бібліотекою протягом канікул.
Бібліотека і читальня були відкриті з 10:00 год до 13:00 год та з 18:00 год до 22:00 год.
Уже з 7 січня 1887 р. на посаду помічниці бібліотекаря була запрошена А. А. Волотковська, яка пропрацювала тут 25 років.
Бібліотека, за свідченням документів, постійно збільшувала перелік безкоштовних послуг. При цьому знаходила підтримку в рішенні своїх проблем як збоку міської, так і земської управи. Наприклад, Олександрійське земство протягом 20 років (1888—1909 рр.) виділяло бібліотеці кожен рік по 200 крб для того, щоб вчителі земських шкіл безкоштовно користувалися книгами.

## Директори бібліотеки
У різні роки директорами бібліотеки були видатні олександрійці: священик Василь Никифоров — перший краєзнавець міста; нотаріус Антон Федорович Якубовський — ініціатор заснування громадської бібліотеки.
Відома в місті Олександрія сім'я Чижевських брала безпосередню участь у діяльності бібліотеки. Іван Костянтинович був одним із директорів бібліотеки, а Марія Дмитрівна довгий час була помічником директора, з її ініціативи в бібліотеці було відкрито дитячий відділ.
В «Табеле разрядов должностей и нормальных окладов пенсий» за 1899 рік знаходимо грошову оцінку праці бібліотекаря — за 5 розряд 240 карбованців річних (поряд з акушерками, фельдшерами, вчителями земських шкіл).

## Перший каталог бібліотеки

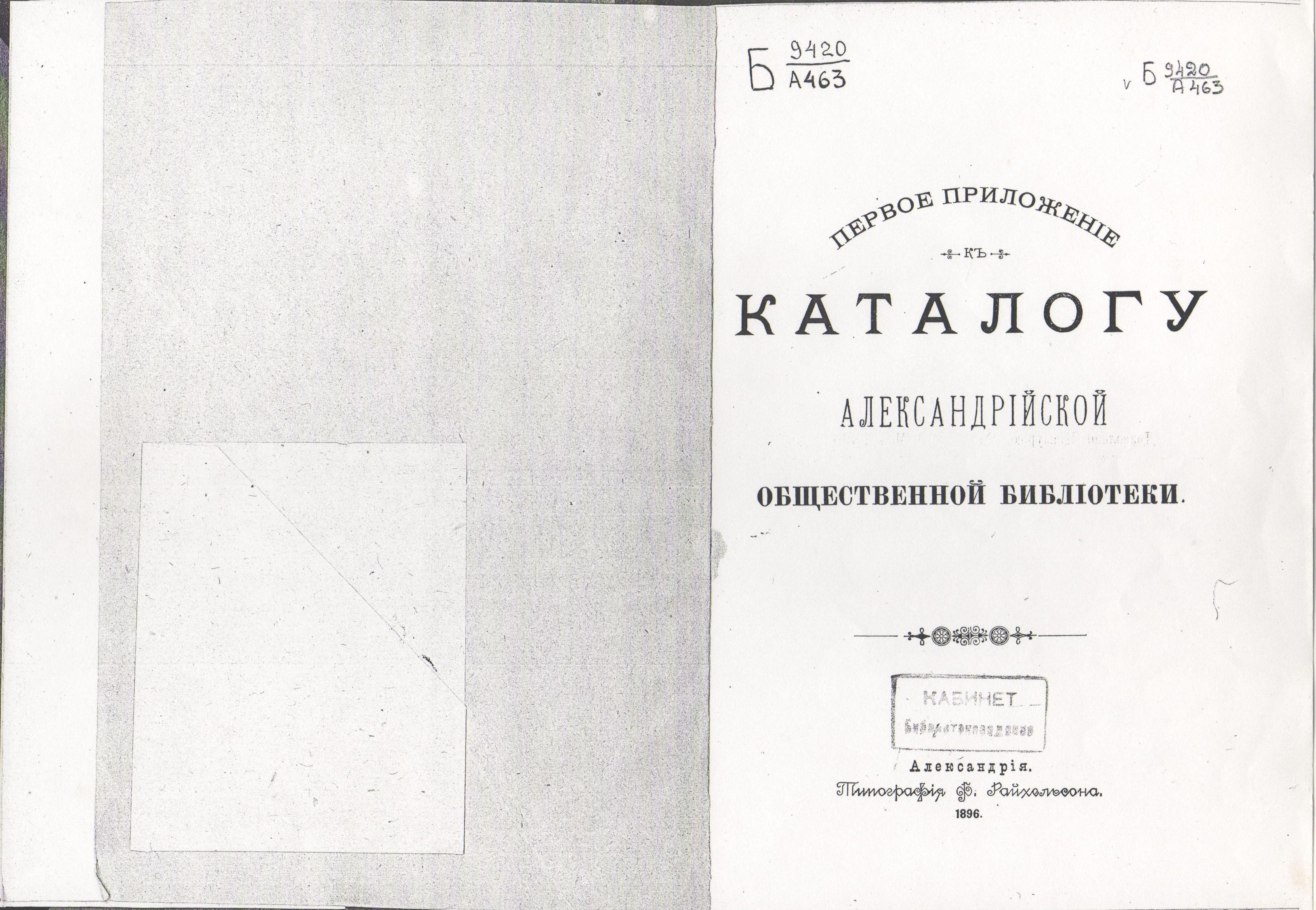
Перший додаток до Каталогу Олександрійської громадської бібліотеки

Перший Алфавітний каталог Олександрійської громадської бібліотеки датується 1888 роком (дозволений цензурою 20 січня 1888 р.) і надрукований в місцевій друкарні Райхельсона. Перший систематичний каталог, складений «по плану, позволяющему удобно обращаться с журнальным материалом» був каталог укладений Миколою Івановичем Борисовим в 1903 році. Ім'я Миколи Борисова, відоме тим, що саме він видав одну з перших карт міста Олександрія. Цей каталог показує точну кількість книг і періодичних видань у бібліотеці в той період, а це 894 найменування. Найбільшою популярністю серед читачів користувалися періодичні видання (50 % від усього числа вимог). Белетристика знаходиться на другому місці (41 %). Потім йде дитяча література та педагогіка (4,6 %), історична література (2,7 %), сільське господарство, географія та подорожі становлять 1,7 %.
Серед книг Олександрійської громадської бібліотеки були «Байки» Л. Глібова, твори М. Старицького, М. Костомарова, «Наймичка» Т. Шевченка, «Горе від розуму» О. Грибоєдова, драматичні твори О. М. Островського, поезія О. Пушкіна, романи Л. Толстого, Д. Дефо, М. Сервантеса, О. Бальзака, О. Дюма та ін.
Звіти за 1887—1893 рр. говорять про те, що головним джерелом доходів бібліотеки був читацький збір, який з кожним роком збільшувався.
Поповнення книжкового фонду відбувалося не тільки за рахунок передплати періодичних видань. Київський університет св. Володимира, Історичне товариство Нестора Літописця та Імператорське Вільно-економічне товариство «присылали бесплатно свои сочинения, газеты и журналы для пополнения фонда библиотеки, тем самым, уменьшая расходы на приобретение новых книг».

## Приміщення бібліотеки
Оскільки засновником бібліотеки був міський голова, то першою на допомогу бібліотеці прийшла Міська дума, яка вже на першому засіданні ухвалила надати для бібліотеки безкоштовно приміщення в Міській Управі та видавати щороку у вигляді допомоги 100 карбованців. У 1894 році Олександрійська міська дума «проявила новое доказательство своего сочувственного отношения к библиотеке» і додала ще 100 карбованців — «специально для образования фонда на постройку здания библиотеки и подарила место для нее».
Приміщення бібліотеки в Міській Управі (по вул. Казначейській, зараз — 6 Грудня) виявилося не зовсім зручним, тому що часто бібліотека повинна була зачинятися на час засідань Думи, мирових суддів, і тому бібліотека була переведена спочатку в приміщення поряд з Міською Управою, а з червня 1903 року перейшла в спеціально орендоване приміщення і одержала ще 100 карбованців допомоги на опалення.
17 березня 1913 р. в міській управі на річному зібранні членів Олександрійської громадської бібліотеки розглядався звіт бібліотеки за 1912 рік, а також відбувалися вибори дирекції та ревізійної комісії. Жваві дебати викликало питання про будівництво власного будинку для бібліотеки на місці, подарованому містом. Після пояснень міського голови Г. Г. Сокальського про те, що міська дума проєктує нову будівлю для міської управи і в цьому ж будинку передбачається і приміщення для бібліотеки, зібрання постановило доручити дирекції бібліотеки увійти з міською управою в переговори і укласти угоду відносно необхідного для бібліотеки приміщення. Інші постанови були присвячені поповненню книг наукового та дитячого відділів бібліотеки, влаштуванню електричного освітлення в приміщенні бібліотеки та висловленню подяк за пожертви бібліотеці у 1912 році установам і окремим особам. У директори бібліотеки на зборах були обрані: Н. Р. Сокальська, А. С. Бергман, Г. Г. Сокальський, І. К. Чижевський, П. Я. Кузьменко і А. М. Цівчинський, а в ревізійну комісію Ф. І. Яковлєв, В. Г. Бурксер, І. Б. Енштейн.

## Благодійні театральні вистави на користь бібліотеки
В «Ювілейному звіті бібліотеки за 1887—1912 рр.» згадується про «піклування дирекції по влаштуванню вечорів, спектаклів і ялинок», які приносили значні прибутки бібліотеці. У важкі 1911—1914 рр. міський театр Чібісова організовував благодійні вистави на користь Олександрійської громадської бібліотеки.[8:4] Таких спектаклів було декілька. Кожна вистава розпочиналась виступами вдячних читачів:
Наша библиотека единственное культурное учреждение, созданное силами интеллигенции. Она является единственным звеном, связывающим обывателя с культурным миром.

## Місія бібліотеки
В «Доповідях Олександрійського повітового земського зібрання 1910 р.» говориться:
Александрийская общественная библиотека всегда шла навстречу просьбам ее читателей, не преследуя каких-либо партийных направлений… благодаря поддержке общества и заботам дирекции… все время могла выполнять свою просветительную задачу: давать здоровый материал для читателя, содействовать его умственному и нравственному развитию.